# Diclis tenuissima
Diclis tenuissima är en flenörtsväxtart som beskrevs av Pilger. Diclis tenuissima ingår i släktet Diclis och familjen flenörtsväxter. Inga underarter finns listade i Catalogue of Life.